# Harri Heliövaara
Harri Heliövaara (Helsinki, 4 giugno 1989) è un tennista finlandese. Ha ottenuto i suoi migliori risultati in doppio vincendo Wimbledon 2024 e gli Australian Open 2025. Ha vinto inoltre altri sette tornei del circuito maggiore e diversi nei circuiti minori. Ha raggiunto il 3º posto della classifica mondiale nel marzo 2025.
Ha vinto anche gli US Open 2023 in doppio misto con Anna Danilina. Nel 2008 ha esordito con la squadra finlandese di Coppa Davis, con cui ha raggiunto la prima storica semifinale nell'edizione 2023. In singolare ha vinto solo tornei ITF e dal 2022 gioca esclusivamente in doppio.

## Biografia

### Juniores
Gioca nell'ITF Junior Circuit tra il 2004 e il 2007, vince alcuni tornei minori in entrambe le specialità e nel gennaio 2007 trionfa nel torneo di doppio juniores dell'Australian Open in coppia con Graeme Dyce, successo con cui raggiunge il 16º posto nel ranking mondiale di categoria.

### 2004-2009, inizi da professionista, esordio in Coppa Davis e primi titoli ITF in doppio
Fa le sue prime rare apparizioni nei tornei professionistici minori tra il 2004 e il 2007, e nel novembre 2007 disputa la prima finale Challenger al Tali Open assieme a Henri Kontinen, persa contro Michail Elgin / Aleksandr Kudrjavcev. Anche nel 2008 gioca poco, si concentra soprattutto nei tornei ITF e ad aprile alza il suo primo trofeo vincendo in doppio il Great Britain F6 in coppia con Kontinen. In quella stagione fa il suo esordio in Coppa Davis perdendo in singolare contro Gilles Muller nella sfida vinta contro il Lussemburgo. Nel 2008 in doppio vince un altro titolo ITF e perde una finale Challenger e due ITF. Vince altri due titoli ITF in doppio nella stagione 2009, nella quale esordisce in doppio in Davis.

### 2010-2012, primo titolo Challenger
Dopo aver vinto i primi quattro titoli in doppio, nell'aprile 2010 vince il primo torneo ITF in singolare al Korea F1. Continuano i successi nel circuito ITF in entrambe le specialità in quella stagione e nel 2011. Continua a riscuotere maggiori successi in doppio, ad aprile 2011 entra nella top 200 del ranking ATP, a settembre vince il primo titolo Challenger a Tashkent in coppia con Denys Molčanov e chiude la stagione al 149º posto. Quell'anno vince altri tre tornei ITF in singolare e a dicembre sale al 194º posto, che rimarrà il suo miglior ranking di singolare in carriera. Non vince alcun torneo nel 2012, debutta però nell'ATP Tour con una sconfitta in doppio al primo turno dello Swedish Open,  perde una finale Challenger e una ITF, a luglio porta il miglior ranking alla 128ª posizione.

### 2013-2017, annuncio del ritiro dall'agonismo e ritorno dopo oltre quattro anni
Nell'aprile 2013 annuncia il suo ritiro dall'agonismo per portare a termine gli studi universitari. Negli anni successivi fa comunque alcune sporadiche apparizioni nei circuiti professionistici, in Coppa Davis e in tornei nazionali, ma esce dal ranking in entrambe le specialità. Torna invece a giocare con continuità nel settembre 2017 e si aggiudica tre tornei ITF di doppio e uno in singolare. Verso fine anno annuncia il suo ritorno in pianta stabile ai tornei professionistici.

### 2018-2020, otto titoli Challenger e 111º nel ranking
Nel 2018 vince in doppio i Challenger di Båstad e Charlottesville e un torneo ITF, e rientra nella top 200. Si aggiudica inoltre gli ultimi due tornei in singolare della carriera e a settembre abbandona definitivamente i tornei ITF dopo averne vinti 20 in doppio e 8 in singolare. Nel 2019 gioca esclusivamente nei Challenger e vince le uniche tre finali disputate al Dutch Open, al Nur-Sultan Challenger e al City of Playford Tennis International. Continua l'ascesa in classifica nel 2020, gioca sei finali Challenger e vince quelle del Burnie International, del Biella Challenger e dello Slovak Open. Chiude la stagione con il nuovo miglior ranking al 111º posto mondiale.

### 2021, primi titoli ATP e 63º nel ranking
All'inizio del 2021 fa la sua seconda apparizione nel circuito maggiore ad Antalya, in coppia con Emil Ruusuvuori vince il primo incontro ATP in carriera ed escono al secondo turno. Perdono la finale al Challenger 125 dell'Istanbul Indoor e Heliövaara entra nella top 100. A febbraio vince il Gran Canaria Challenger con Szymon Walków. Il mese successivo vince il primo titolo nel circuito maggiore trionfando all'Open 13 Provence di Marsiglia in coppia con Lloyd Glasspool, superando in finale Sander Arends / David Pel per 7-5, 7-6. Ancora con Glasspool, dopo la semifinale persa all'Eastbourne International, Heliövaara debutta in una prova del Grande Slam con il terzo turno raggiunto al torneo di Wimbledon.
Sconfitti al primo turno agli US Open, torna a mettersi in luce a ottobre vincendo il Challenger di Barcellona in coppia con Roman Jebavý. A fine mese conquista il secondo titolo ATP alla Kremlin Cup di Mosca assieme a Matwé Middelkoop, sconfiggendo in tre set Tomislav Brkić / Nikola Ćaćić. Raggiunge quattro finali Challenger consecutive negli ultimi tornei stagionali, vince con Glasspool quelle all'Open International de tennis de Roanne e all'Open Città di Bari e sale al 63º posto del ranking.

### 2022, un titolo e sei finali ATP, semifinali alle ATP Finals, 11º nel ranking
Nel 2022 è impegnato quasi esclusivamente nei tornei del circuito maggiore e con Glasspool, a gennaio disputa il suo ultimo torneo della carriera in singolare, che chiude senza mai aver giocato incontri nel circuito maggiore. Nella prima parte della stagione perde in doppio le finali all'Open Sud de France e al Dallas Open. Raggiunge i primi quarti di finale in uno Slam al Roland Garros e perde ai Queen's Club Championships la prima finale in un torneo ATP 500. Escono al terzo turno a Wimbledon dopo cinque set contro le teste di serie nº 2 Nikola Mektić / Mate Pavić. A luglio vincono il primo titolo ATP 500 al prestigioso Hamburg European Open battendo in finale Rohan Bopanna / Matwé Middelkoop per 6-2, 6-4. La settimana successiva perdono la finale al 250 di Umago.
Anche nella tournée nordamericana conseguono ottimi risultati, sui quali spiccano i quarti di finale raggiunti anche agli US Open. Nel finale di stagione perdono in finale agli ATP 250 di Metz e di Stoccolma e in semifinale al Paris Masters. I grandi risultati del 2022 li proiettano per la prima volta alle ATP Finals, dove superano il round robin con i successi su Marcelo Arévalo / Jean-Julien Rojer e Marcel Granollers / Horacio Zeballos e perdono la semifinale nel set decisivo contro Mektić / Pavić. Nel corso della stagione Heliövaara scala velocemente la classifica e chiude il 2022 all'11ª posizione, nuovo miglior ranking.

### 2023, un titolo ATP, 7º nel ranking, primo titolo Slam in doppio misto e semifinale di Coppa Davis
All'esordio stagionale la coppia anglo-finlandese si aggiudica l'ATP 250 dell'Adelaide International 1 con il successo in due set su Jamie Murray / Michael Venus ed Heliövaara fa il suo ingresso nella top 10, in 9ª posizione. Sarà l'unico titolo vinto in doppio maschile nel 2023. A febbraio si impone in coppia con Emil Ruusuvuori nella qualificazione sorprendentemente vinta 3-1 contro l'Argentina, che permette ai finlandesi di entrare per la prima volta nelle Finals di Coppa Davis. Il mese dopo perde l'ultima finale disputata quell'anno ai Dubai Tennis Championships contro Maxime Cressy / Fabrice Martin. Si mantiene a ridosso della top 10 con i quarti di finale raggiunti nei primi tre Masters 1000 e vi fa rientro con il Challenger 175 vinto a Bordeaux. Sale alla 7ª posizione del ranking dopo il terzo turno raggiunto al Roland Garros. Non gioca nei due mesi successivi ed esce di nuovo dalla top 10. Non raccolgono grandi risultati nei mesi che seguono e scende fino alla 30ª posizione.
Agli US Open non vanno oltre il secondo turno e per la seconda volta in carriera prende parte al torneo di doppio misto, specialità nella quale aveva debuttato nell'edizione precedente senza successo. Gioca il torneo 2023 assieme ad Anna Danilina e battono in finale le teste di serie n°1 Jessica Pegula / Austin Krajicek per 6-3, 6-4, conquistando così il primo titolo del Grande Slam in carriera. Tra i risultati positivi di fine anno vi sono le semifinali raggiunte con Glasspool al Paris Masters e al Moselle Open, che non sono sufficienti per qualificarsi alle ATP Finals. Si mette però di nuovo in luce in Coppa Davis vincendo due dei tre incontri giocati nella fase a gironi, la Finlandia elimina Stati Uniti e Croazia e accede ai quarti di finale. Conquista con Otto Virtanen il punto decisivo nella sfida contro il Canada e non gioca la semifinale persa 2-0 contro l'Australia, dopo le sconfitte dei due singolaristi finlandesi.

### 2024, trionfo a Wimbledon e altri tre tiroli ATP
A inizio stagione ha fine il sodalizio con Glasspool, gioca con diversi partner senza particolari successi fino ad aprile, quando vince il primo torneo disputato in coppia con Henry Patten all'ATP 250 di Marrakesh, superando in finale Alexander Erler / Lucas Miedler al terzo set. Nonostante che nel giro di un mese vincano due titoli Challenger e perdano la finale ATP del Romanian Open, scende al 43º posto mondiale. Inizia la risalita aggiudicandosi il titolo all'ATP di Lione sconfiggendo in finale Yuki Bhambri / Albano Olivetti. Danno forfait al terzo turno del Roland Garros e consegue il risultato più prestigioso da inizio carriera imponendosi al torneo di Wimbledon, perdono un solo set prima di arrivare in finale e vincono il loro primo titolo del Grande Slam al termine di tre lunghi tie-break contro Max Purcell / Jordan Thompson.
Risalito alla 11ª posizione ATP, non ottiene risultati di grande rilievo nella trasferta nordamericana e nella fase a gironi della Coppa Davis, che vede la Finlandia eliminata. Torna in evidenza con la finale raggiunta all'ATP 500 del China Open, persa contro Simone Bolelli / Andrea Vavassori. A ottobre vincono l'ATP dello Stockholm Open sconfiggendo in due set Petr Nouza / Patrik Rikl. Altri discreti risultati negli ultimi tornei disputati garantiscono loro la qualificazione alle ATP Finals, superano il round robin vincendo tutti e tre gli incontri e cedono in semifinale ai numeri 1 del mondo Arévalo / Pavić dopo due tie break.

### 2025, vittoria agli Australian Open e 3º nel ranking
Sconfitti in semifinale all'Adelaide International, Heliövaara e Patten collezionano il loro secondo trionfo in uno Slam agli Australian Open con il successo in rimonta nella finale contro Bolelli / Vavassori; a fine torneo Heliövaara porta il miglior ranking ATP al 4º posto mondiale. Perdono invece la finale ai Dubai Tennis Championships contro Yuki Bhambri / Alexei Popyrin. Escono in semifinale al Miami Open – sconfitti dai loro ex compagni di doppio Julian Cash e Lloyd Glasspool – e al Monte Carlo Masters, battuti dai vincitori del torneo Romain Arneodo / Manuel Guinard. A fine marzo Heliövaara sale alla 3ª posizione mondiale al posto di Patten. Si spingono fino alla semifinale anche agli Internazionali d'Italia e all'Hamburg Open, mentre non superano i quarti al Roland Garros.

## Statistiche

### Doppio

#### Vittorie (9)
| Legenda              |
| Grande Slam (2)      |
| ATP Finals (0)       |
| ATP Masters 1000 (0) |
| ATP Tour 500 (1)     |
| ATP Tour 250 (6)     |

| N. | Data            | Torneo                                     | Superficie  | Compagno         | Avversari in finale             | Punteggio              |
| 1. | 14 marzo 2021   | Open 13 Provence, Marsiglia                | Cemento (i) | Lloyd Glasspool  | Sander Arends David Pel         | 7-5, 7-6(4)            |
| 2. | 24 ottobre 2021 | Kremlin Cup, Mosca                         | Cemento (i) | Matwé Middelkoop | Tomislav Brkić Nikola Ćaćić     | 7-5, 4-6, [11-9]       |
| 3. | 24 luglio 2022  | Hamburg European Open, Amburgo             | Terra rossa | Lloyd Glasspool  | Rohan Bopanna Matwé Middelkoop  | 6-2, 6-4               |
| 4. | 8 gennaio 2023  | Adelaide International 1, Adelaide         | Cemento     | Lloyd Glasspool  | Jamie Murray Michael Venus      | 6-3, 7-6(3)            |
| 5. | 6 aprile 2024   | Grand Prix Hassan II, Marrakesh            | Terra rossa | Henry Patten     | Alexander Erler Lucas Miedler   | 3-6, 6-4, [10-4]       |
| 6. | 25 maggio 2024  | Open Parc Auvergne-Rhône-Alpes Lyon, Lione | Terra rossa | Henry Patten     | Yuki Bhambri Albano Olivetti    | 3-6, 7-6(4), [10-8]    |
| 7. | 13 luglio 2024  | Torneo di Wimbledon, Londra                | Erba        | Henry Patten     | Max Purcell Jordan Thompson     | 6(7)-7, 7-6(8), 7-6(9) |
| 8. | 20 ottobre 2024 | Stockholm Open, Stoccolma                  | Cemento (i) | Henry Patten     | Petr Nouza Patrik Rikl          | 7-5, 6-3               |
| 9. | 25 gennaio 2025 | Australian Open, Melbourne                 | Cemento     | Henry Patten     | Simone Bolelli Andrea Vavassori | 6(16)-7, 7-6(5), 6-3   |

#### Finali perse (10)
| Legenda              |
| Grande Slam (0)      |
| ATP Finals (0)       |
| ATP Masters 1000 (0) |
| ATP Tour 500 (4)     |
| ATP Tour 250 (6)     |

| N.  | Data              | Torneo                             | Superficie  | Compagno        | Avversari in finale                 | Punteggio            |
| 1.  | 6 febbraio 2022   | Open Sud de France, Montpellier    | Cemento (i) | Lloyd Glasspool | Pierre-Hugues Herbert Nicolas Mahut | 6-4, 6(3)-7, [10-12] |
| 2.  | 13 febbraio 2022  | Dallas Open, Dallas                | Cemento (i) | Lloyd Glasspool | Marcelo Arévalo Jean-Julien Rojer   | 6(4)-7, 4-6          |
| 3.  | 19 giugno 2022    | Queen's Club Championships, Londra | Erba        | Lloyd Glasspool | Nikola Mektić Mate Pavić            | 3-6, 7-6(3), [6-10]  |
| 4.  | 30 luglio 2022    | Croatia Open Umag, Umago           | Terra rossa | Lloyd Glasspool | Simone Bolelli Fabio Fognini        | 7-5, 6(6)-7, [7-10]  |
| 5.  | 25 settembre 2022 | Moselle Open, Metz                 | Cemento     | Lloyd Glasspool | Hugo Nys Jan Zieliński              | 6(5)-7, 4-6          |
| 6.  | 23 ottobre 2022   | Stockholm Open, Stoccolma          | Cemento (i) | Lloyd Glasspool | Marcelo Arévalo Jean-Julien Rojer   | 3-6, 3-6             |
| 7.  | 4 marzo 2023      | Dubai Tennis Championships, Dubai  | Cemento     | Lloyd Glasspool | Maxime Cressy Fabrice Martin        | 6(5)-7, 2-6          |
| 8.  | 21 aprile 2024    | Romanian Open, Bucarest            | Terra rossa | Henry Patten    | Sadio Doumbia Fabien Reboul         | 3-6, 5-7             |
| 9.  | 2 ottobre 2024    | China Open, Pechino                | Cemento     | Henry Patten    | Simone Bolelli Andrea Vavassori     | 6-4, 3-6, [5-10]     |
| 10. | 1º marzo 2025     | Dubai Tennis Championships, Dubai  | Cemento     | Henry Patten    | Yuki Bhambri Alexei Popyrin         | 6-3, 6(12)-7, [8-10] |

### Doppio misto

#### Vittorie (1)
| Legenda                 |
| ----------------------- |
| Australian Open (0)     |
| Open di Francia (0)     |
| Torneo di Wimbledon (0) |
| US Open (1)             |
| Ori Olimpici (0)        |

| N. | Anno             | Torneo            | Superficie | Compagno      | Avversari in finale            | Punteggio |
| 1. | 9 settembre 2023 | US Open, New York | Cemento    | Anna Danilina | Jessica Pegula Austin Krajicek | 6-3, 6-4  |

### Tornei minori

#### Singolare

##### Vittorie (8)
| Legenda tornei minori |
| Challenger (0)        |
| Futures (8)           |

| N. | Data             | Torneo                         | Superficie    | Avversario in finale  | Punteggio        |
| 1. | 11 aprile 2010   | Korea F1, Seogwipo             | Cemento       | Teodor-Dacian Crăciun | 6-4, 6-2         |
| 2. | 6 giugno 2010    | China F5, Wuhan                | Cemento       | Lim Yong-kyu          | 6(5)-7, 6-4, 6-0 |
| 3. | 23 gennaio 2011  | Great Britain F2, Sheffield    | Cemento (i)   | Kenny de Schepper     | 6-4, 5-7, 6-4    |
| 4. | 29 maggio 2011   | Uzbekistan F1, Andijan         | Cemento       | Michael Venus         | 6-4, 6-4         |
| 5. | 2 ottobre 2011   | Indonesia F4, Andijan          | Cemento       | Daniel Yoo            | 6-3, 1-0 rit.    |
| 6. | 29 ottobre 2017  | Estonia F2, Tartu              | Sintetico (i) | Zdeněk Kolář          | 6-3, 7-5         |
| 7. | 11 febbraio 2018 | Great Britain F2, Loughborough | Cemento (i)   | Maxime Authom         | 7-6(2), 6-4      |
| 8. | 18 marzo 2018    | Israel F2, Ramat HaSharon      | Cemento       | Yshai Oliel           | 6-1, 6-3         |

##### Sconfitte in finale (5)
| N. | Data              | Torneo                         | Superficie  | Avversario in finale | Punteggio        |
| 1. | 6 settembre 2009  | Netherlands F5, Almere         | Terra rossa | Gregory Ouellette    | 2-6, 3-6, 4-6    |
| 2. | 18 ottobre 2009   | Thailand F5, Nakhon Ratchasima | Cemento     | Ádám Kellner         | 6-2, 6(5)-7, 4-6 |
| 3. | 26 settembre 2010 | China F7, Hangzhou             | Cemento     | Bai Yan              | 2-6, 6-4, 3-6    |
| 4. | 7 gennaio 2018    | Hong Kong F6, Hong Kong        | Cemento     | Matteo Viola         | 6-3, 2-6, 6(5)-7 |
| 5. | 13 maggio 2018    | China F5, Wuhan                | Cemento     | Te Rigele            | 5-7, 4-6         |

#### Doppio

##### Vittorie (36)
| Legenda tornei minori |
| Challenger (16)       |
| Futures (20)          |

| N.  | Data              | Torneo                                                | Superficie    | Compagno               | Avversari in finale                       | Punteggio               |
| 1.  | 6 aprile 2008     | Great Britain F6, Exmouth                             | Sintetico (i) | Henri Kontinen         | Ralph Grambow Ken Skupski                 | 6-2, 6-2                |
| 2.  | luglio 2008       | Estonia F1, Kuressaare                                | Terra rossa   | Timo Nieminen          | Pavel Katliarov Bogdan-Victor Leonte      | walkover                |
| 3.  | 26 luglio 2009    | Estonia F2, Kuressaare                                | Terra rossa   | Henri Kontinen         | Mait Kunnap Juho Paukku                   | 6-3, 6-3                |
| 4.  | 18 ottobre 2009   | Thailand F5, Nakhon Ratchasima                        | Cemento       | Henri Kontinen         | Matt Simpson William Ward                 | 6-2, 6-2                |
| 5.  | 18 aprile 2010    | Korea F2, Taegu                                       | Cemento       | Adam Feeney            | Hiroki Kondo Yi Chu-huan                  | 6-2, 6-2                |
| 6.  | 27 giugno 2010    | Norway F1, Gausdal                                    | Cemento       | Juho Paukku            | Riccardo Ghedin Fabrice Martin            | 2-6, 6-4, [10-5]        |
| 7.  | 4 luglio 2010     | Norway F2, Gausdal                                    | Cemento       | Juho Paukku            | Carl Bergman Stefan Borg                  | 6-3, 1-6, [10-7]        |
| 8.  | 25 luglio 2010    | Estonia F2, Tallinn                                   | Terra rossa   | Juho Paukku            | Aleksandr Agafonov Marcel Felder          | 6-3, 6-2                |
| 9.  | 15 agosto 2010    | Finland F1, Vierumäki                                 | Terra rossa   | Juho Paukku            | Filippo Leonardi Jacopo Marchegiani       | 6-1, 6-4                |
| 10. | 29 maggio 2011    | Uzbekistan F1, Andijan                                | Cemento       | Ervand Gasparyan       | Alexander Rumyantsev Andrėj Vasileŭski    | 6-4, 7-5                |
| 11. | 19 giugno 2011    | Spain F20, Martos                                     | Cemento       | Denys Molčanov         | Ilya Belyaev Steven Diez                  | 6-3, 6-4                |
| 12. | 26 giugno 2011    | Spain F21, Melilla                                    | Cemento       | Denys Molčanov         | Jaime Pulgar-García Javier Pulgar-García  | 6-2, 7-6(2)             |
| 13. | 25 settembre 2011 | Tashkent Challenger, Tashkent                         | Cemento       | Denys Molčanov         | John Paul Fruttero Raven Klaasen          | 7-6(5), 7-6(3)          |
| 14. | 24 settembre 2017 | Tunisia F27, Hammamet                                 | Terra rossa   | Evan Zhu               | Vladimir Polyakov Evgenii Tiurnev         | 6-1, 7-6(3)             |
| 15. | 29 ottobre 2017   | Estonia F2, Tartu                                     | Sintetico (i) | Patrik Niklas-Salminen | Luis Britto Marcelo Zormann               | 6-1, 6-4                |
| 16. | 5 novembre 2017   | Estonia F3, Tallinn                                   | Cemento (i)   | Patrik Niklas-Salminen | Maxime Authom Grégoire Barrère            | 6-2, 6-3                |
| 17. | 11 febbraio 2018  | Great Britain F2, Loughborough                        | Cemento (i)   | Frederik Nielsen       | Jack Findel-Hawkins Luke Johnson          | 6-2, 6-3                |
| 18. | 18 marzo 2018     | Israel F2, Ramat HaSharon                             | Cemento       | Patrik Niklas-Salminen | Marat Deviatiarov Volodymyr Uzhylovskyi   | 6-2, 6-3                |
| 19. | 13 maggio 2018    | China F5, Wuhan                                       | Cemento       | Patrik Niklas-Salminen | Shintaro Imai Yuta Shimizu                | 6-1, 6(5)-7, [10-4]     |
| 20. | 20 maggio 2018    | China F6, Lu'an                                       | Cemento       | Patrik Niklas-Salminen | Gao Xin Te Rigele                         | 6-2, 6-3                |
| 21. | 15 luglio 2018    | Båstad Challenger, Båstad                             | Terra rossa   | Henri Laaksonen        | Zdeněk Kolář Gonçalo Oliveira             | 6-4, 6-3                |
| 22. | 9 settembre 2018  | Switzerland F5, Schlieren                             | Terra rossa   | Patrik Niklas-Salminen | Petr Nouza David Škoch                    | 6-3, 6-1                |
| 23. | 4 novembre 2018   | Charlottesville Men's Pro Challenger, Charlottesville | Cemento (i)   | Henri Laaksonen        | Toshihide Matsui Frederik Nielsen         | 6-3, 6-4                |
| 24. | 21 luglio 2019    | Dutch Open, Amersfoort                                | Terra rossa   | Emil Ruusuvuori        | Jesper de Jong Ryan Nijboer               | 6-3, 6-4                |
| 25. | 6 ottobre 2019    | Nur-Sultan Challenger, Nur-Sultan                     | Cemento       | Illja Marčenko         | Karol Drzewiecki Szymon Walków            | 6-4, 6-4                |
| 26. | 3 novembre 2019   | City of Playford Tennis International, Playford       | Cemento       | Patrik Niklas-Salminen | Ruben Gonzales Evan King                  | 6-4, 6(4)-7, [10-7]     |
| 27. | 2 febbraio 2020   | Burnie International, Burnie                          | Cemento       | Sem Verbeek            | Luca Margaroli Andrea Vavassori           | 7-6(5), 7-6(4)          |
| 28. | 4 ottobre 2020    | Biella Challenger, Biella                             | Terra rossa   | Szymon Walków          | Lloyd Glasspool Alex Lawson               | 7-5, 6-3                |
| 29. | novembre 2020     | Slovak Open, Bratislava                               | Terra rossa   | Emil Ruusuvuori        | Lukas Klein Alex Molčan                   | 6-4, 6-3                |
| 30. | 28 febbraio 2021  | Gran Canaria Challenger I, Las Palmas                 | Terra rossa   | Szymon Walków          | Kimmer Coppejans Sergio Martos Gornés     | 7-5, 6-1                |
| 31. | 9 ottobre 2021    | Sánchez-Casal Cup, Barcellona                         | Terra rossa   | Roman Jebavý           | Nuno Borges Francisco Cabral              | 6-4, 6-3                |
| 32. | 13 novembre 2021  | Open International de tennis de Roanne, Roanne        | Cemento (i)   | Lloyd Glasspool        | Romain Arneodo Albano Olivetti            | 7-6(5), 6(5)-7, [12-10] |
| 33. | 27 novembre 2021  | Open Città di Bari, Bari                              | Cemento       | Lloyd Glasspool        | Andrea Vavassori David Vega Hernández     | 6-3, 6-0                |
| 34. | 20 maggio 2023    | Tournoi International de Tennis de Bordeaux, Bordeaux | Terra rossa   | Lloyd Glasspool        | Sadio Doumbia Fabien Reboul               | 6-4, 6-2                |
| 35. | 13 aprile 2024    | Open Comunidad de Madrid, Madrid                      | Terra rossa   | Henry Patten           | Guido Andreozzi Miguel Ángel Reyes Varela | 7-5, 7-6(1)             |
| 36. | 18 maggio 2024    | Torino Challenger, Torino                             | Terra rossa   | Henry Patten           | Andreas Mies Neal Skupski                 | 6-3, 6-3                |

##### Sconfitte in finale (26)
| N.  | Data             | Torneo                                       | Superficie  | Compagno               | Avversari in finale                       | Punteggio           |
| 1.  | 18 novembre 2007 | Tali Open, Helsinki                          | Cemento (i) | Henri Kontinen         | Michail Elgin Aleksandr Kudrjavcev        | 6-4, 5-7, [11-13]   |
| 2.  | 22 giugno 2008   | Italy F18, Trieste                           | Terra rossa | Tuomo Ojala            | Andrea Fava Matteo Viola                  | 2-6, 6-4, [1-10]    |
| 3.  | 27 luglio 2008   | Estonia F1, Kuressaare                       | Terra rossa | Timo Nieminen          | Pavel Katliarov Bogdan-Victor Leonte      | w/o                 |
| 4.  | 3 agosto 2008    | Tampere Open, Helsinki                       | Terra rossa | Henri Kontinen         | Ervin Eleskovic Michael Ryderstedt        | 3-6, 4-6            |
| 5.  | 18 luglio 2010   | Estonia F1, Kuressaare                       | Terra rossa | Michael Ryderstedt     | Andis Juška Deniss Pavlovs                | 5-7, 6(6)-7         |
| 6.  | 3 ottobre 2010   | China F8, Shanghai                           | Cemento     | Rubin Statham          | Gong Maoxin Li Zhe                        | 6(3)-7, 6(6)-7      |
| 7.  | 17 ottobre 2010  | Japan F9, Kashiwa                            | Cemento     | Bumpei Sato            | Yuichi Ito Yi Chu-huan                    | 6-4, 1-6, [8-10]    |
| 8.  | 24 ottobre 2010  | Japan F10, Nishitama                         | Cemento     | Bumpei Sato            | Tasuki Iwami Hiroki Kondo                 | 2-6, 4-6            |
| 9.  | 16 gennaio 2011  | Great Britain F1, Glasgow                    | Cemento (i) | Juho Paukku            | Chris Eaton Alexander Slabinsky           | 7-6(3), 1-6, [2-10] |
| 10. | 27 marzo 2011    | Green World ATP Challenger, Pingguo          | Cemento     | Rubin Statham          | Michail Elgin Aleksandr Kudrjavcev        | 3-6, 2-6            |
| 11. | 7 agosto 2011    | Beijing International Challenger, Pechino    | Cemento     | Michael Ryderstedt     | Sanchai Ratiwatana Sonchat Ratiwatana     | 7-6(4), 3-6, [3-10] |
| 12. | 28 agosto 2011   | President's Cup, Astana                      | Cemento (i) | Denys Molčanov         | Karan Rastogi Vishnu Vardan               | 6(3)-7, 6-2, [8-10] |
| 13. | 9 ottobre 2011   | Indonesia F5, Palembang                      | Cemento     | Hiroki Kondo           | Danai Udomchoke Jimmy Wang                | 0-6, 1-6            |
| 14. | 3 giugno 2012    | Romania F3, Bacău                            | Terra rossa | Timo Nieminen          | Marius Copil Victor Crivoi                | 3-6, 4-6            |
| 15. | 8 luglio 2012    | Braunschweig Open, Braunschweig              | Terra rossa | Denys Molčanov         | Tomasz Bednarek Mateusz Kowalczyk         | 5-7, 7-6(1), [8-10] |
| 16. | 26 luglio 2015   | Tampere Open, Tampere                        | Terra rossa | Patrik Niklas-Salminen | André Ghem Tristan Lamasine               | 6(5)-7, 6(4)-7      |
| 17. | 18 febbraio 2018 | Great Britain F3, Loughborough               | Cemento (i) | Frederik Nielsen       | Scott Clayton Marcus Willis               | 2-6, 5-7            |
| 18. | 25 marzo 2018    | Israel F3, Tel Aviv                          | Cemento     | Patrik Niklas-Salminen | Danylo Kalenichenko Volodymyr Uzhylovskyi | 5-7, 3-6            |
| 19. | 14 ottobre 2018  | Fairfield Challenger, Fairfield              | Cemento     | Henri Laaksonen        | Sanchai Ratiwatana Christopher Rungkat    | 0-6, 6(9)-7         |
| 20. | 11 ottobre 2020  | Sánchez-Casal Cup, Barcellona                | Terra rossa | Alex Lawson            | Tristan-Samuel Weissborn Szymon Walków    | 1-6, 6-4, [8-10]    |
| 21. | 18 ottobre 2020  | Lisboa Belém Open, Lisbona                   | Terra rossa | Zdeněk Kolář           | Roberto Cid Subervi Gonçalo Oliveira      | 6(5)-7, 6-4, [4-10] |
| 22. | 6 dicembre 2020  | Maia Challenger, Maia                        | Terra rossa | Lloyd Glasspool        | Zdeněk Kolář Andrea Vavassori             | 3-6, 4-6            |
| 23. | 23 gennaio 2021  | Istanbul Indoor Challenger, Istanbul         | Cemento (i) | Lloyd Glasspool        | André Göransson David Pel                 | 6-4, 3-6, [8-10]    |
| 24. | 21 febbraio 2021 | Biella Challenger II, Biella                 | Cemento (i) | Lloyd Glasspool        | Hugo Nys Tim Pütz                         | 6(4)-7, 3-6         |
| 25. | 6 novembre 2021  | Internazionali di Tennis di Bergamo, Bergamo | Cemento (i) | Lloyd Glasspool        | Zdeněk Kolář Jiří Lehečka                 | 4-6, 4-6            |
| 26. | 20 novembre 2021 | Tali Open, Helsinki                          | Cemento (i) | Jean-Julien Rojer      | Alexander Erler Lucas Miedler             | 3-6, 6(2)-7         |